# Closteromorpha cupreiplaga
Closteromorpha cupreiplaga är en fjärilsart som beskrevs av George Francis Hampson 1914. Closteromorpha cupreiplaga ingår i släktet Closteromorpha och familjen nattflyn. Inga underarter finns listade i Catalogue of Life.